# ペントハウスアパートメント

サンパウロのアウト・デ・サンタナ地域の集合住宅の最上部のペントハウスアパートメント

ペントハウスアパートメント（英: penthouse apartment）は、集合住宅の最上階の区画である。単にペントハウス（penthouse）と呼ばれることが多い。集合住宅の1階に、ビルトインガレージ付きのペントハウスアパートメントが設けられることもある。必須条件では無いが一般にペントハウスアパートメントは、他の区画とは明確に異なる贅沢な特徴を備えている。「ペントハウス」という言葉は、元々はビルの屋上に独立して建てられた「ハウス」（家屋）を意味していた（現在でもこの意味で用いられることがある）。

## 歴史
ペントハウスアパートメントのアイデアは、「狂騒の20年代」と呼ばれる1920年代に生まれた。当時経済成長の真っ只中にあったアメリカでは、経済の中心地ニューヨーク市に建設ブームが起きていた。都市部における住宅需要の高まりと、アメリカ人の富の増大が、ビルの最上階や高層階に豪華な区画を設ける機運に結びついた。
ニューヨーク市で最初期に作られたペントハウスアパートメントの一つは、パーク街1040の集合住宅に設けられた、出版社コンデナスト・パブリケーションズの創業者コンデ・ナスト（Condé Nast）の二層ペントハウスアパートメントである。1923年に計画された段階では、この集合住宅は各階が3つのユニットから成り、屋上にメイド用の部屋が設けられることになっていた。しかし翌1924年に、最上層部がナストの二層ペントハウスアパートメントに変更された。屋上のサロンと最上階が階段でつながれ、最上階の角のユニットは家族向けの区画になった。ペントハウス全体が、エルシー・デ ウルフ（Elsie de Wolfe）によってフランス風に装飾された。このペントハウスは1925年に完成し、豪華な招待客とおもてなしで知られた多くのパーティーに使われた。
なお「pent house」という単語は、1913年に発行された雜誌「ビルディング・マネジメント」（BUILDING MANAGEMENT）の26ページに既に登場している。

## 建築学上の定義

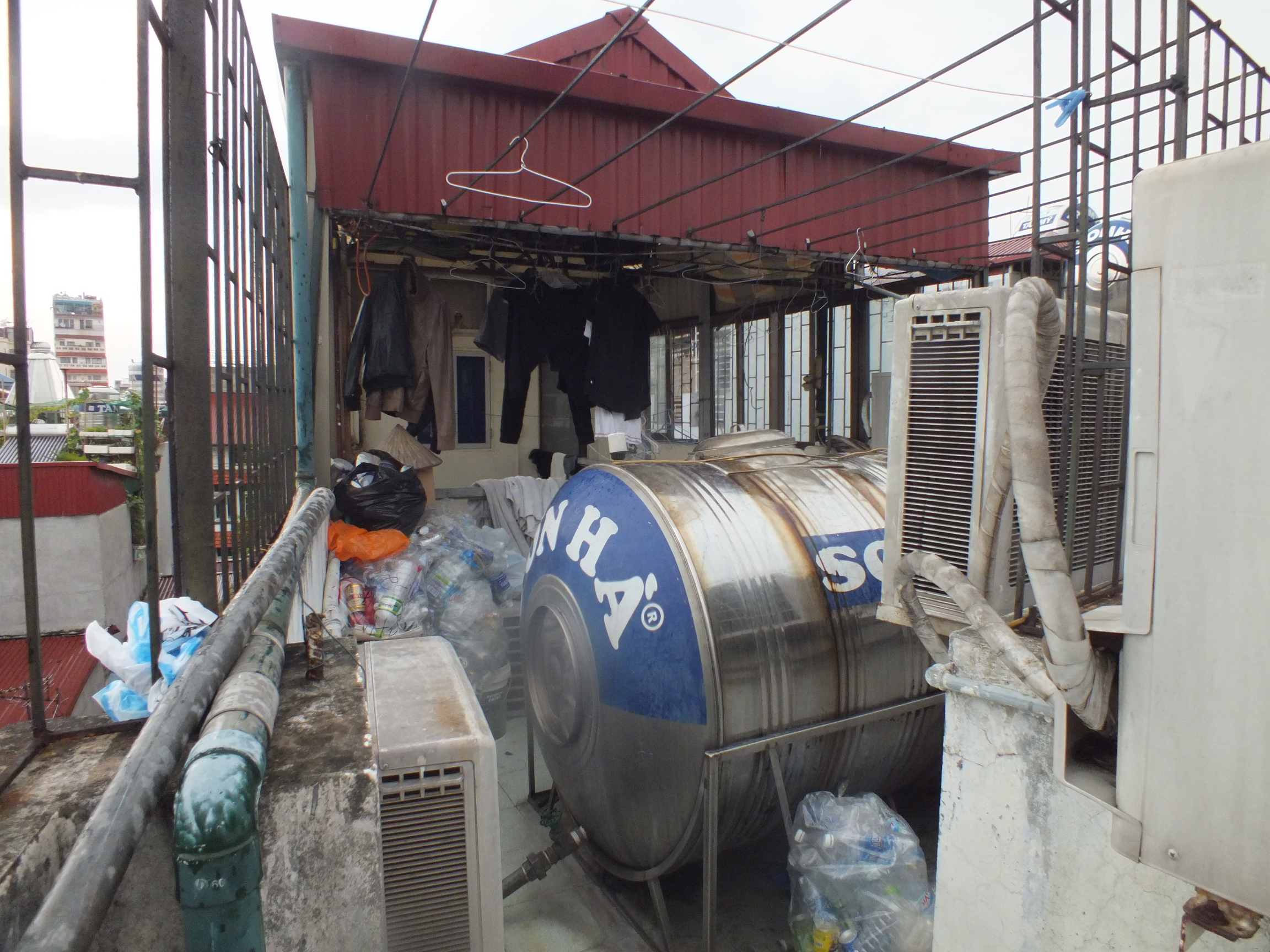
建築学上は、ペントハウスという用語は、ビルの屋上に設けられた、外壁よりもセットバックした構造物を指す（ベトナム・ハノイのホテルの屋上階の部屋）

建築学上は、ペントハウスという用語は、ビルの屋上に設けられた、外壁よりも後退した（屋上デッキ全体を占拠しない）構造物を指す（こうした後退をセットバックと呼ぶ）。高層ビルにおいては、エレベーター装置等を収容するメカニカルフロア（mechanical floor。機械室）をメカニカルペントハウス（mechanical penthouse）と呼ぶことがある。
ヨーロッパのデザイナーや建築家達は、屋上スペースや外壁から後退した構造物を利用して居住空間を作れることを、昔から認識していた。しかし米国においてこうしたスペースの活用が始まったのは、1920年代初頭である。1923年にニューヨーク市のプラザホテルにセントラルパークを見下ろす屋上区画が開発されることが発表された時、この発表はニュースになった。その後数年間、米国では豪華なペントハウスアパートメントの開発が相次いだ。
プライベートテラスの実装方法として見た場合、セットバックは、張り出しバルコニーに比べて著しく大きく、より保護された屋外空間の確保を可能にする。このような望ましい屋外空間を複数の階に提供するため、集合住宅の複数の上層階をセットバックにして階段状にする場合がある。こうしたテラスはすべてのペントハウスに存在するわけではないが、ペントハウスの望ましい特徴の一つと見なされている。こうしたテラスを複数の区画で分割して使用する場合もあれば、1区画でフロア全体を専有する場合もある。セットバックによって確保されたテラスの代わりに（またはそうしたテラスに加えて）、屋上をプライベート空間として利用できるペントハウスアパートメントも多い。
前述のとおり、「ペントハウスアパートメント」として提供される区画は建築学上の定義を満たさない場合もある。外壁からセットバックしていない単なる最上階の居住区のことであったり、ペントハウスと呼ばれる区画の上にエレベーターの機械室などの本来のペントハウスを備える場合もある。

## 立地と広さ
一般にペントハウスアパートメントは、セキュリティや便利な立地といった通常の集合住宅の長所に加えて、広さやデザインといった戸建住宅の長所も備えている。ホテル、レストラン、ショッピングモール、学校などにもアクセスしやすい繁華な都市の中心にいながら、都市生活の騒音や人混みから遠く離れて過ごしている感覚になれるペントハウスは多い。専有空間も、一般的な集合住宅の区画よりはるかに確保されている。

## デザイン

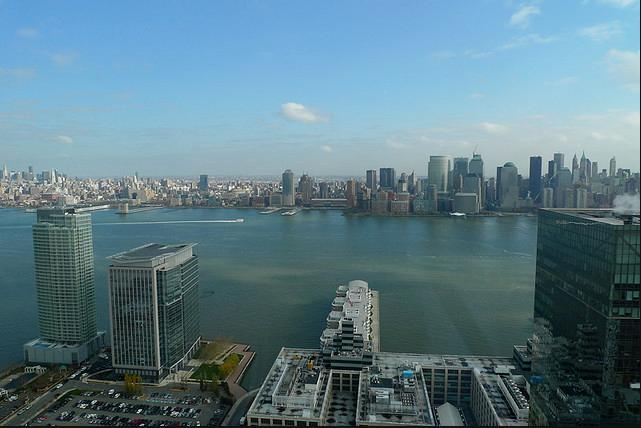
ジャージーシティのトランプ・プラザのペントハウスからの眺望

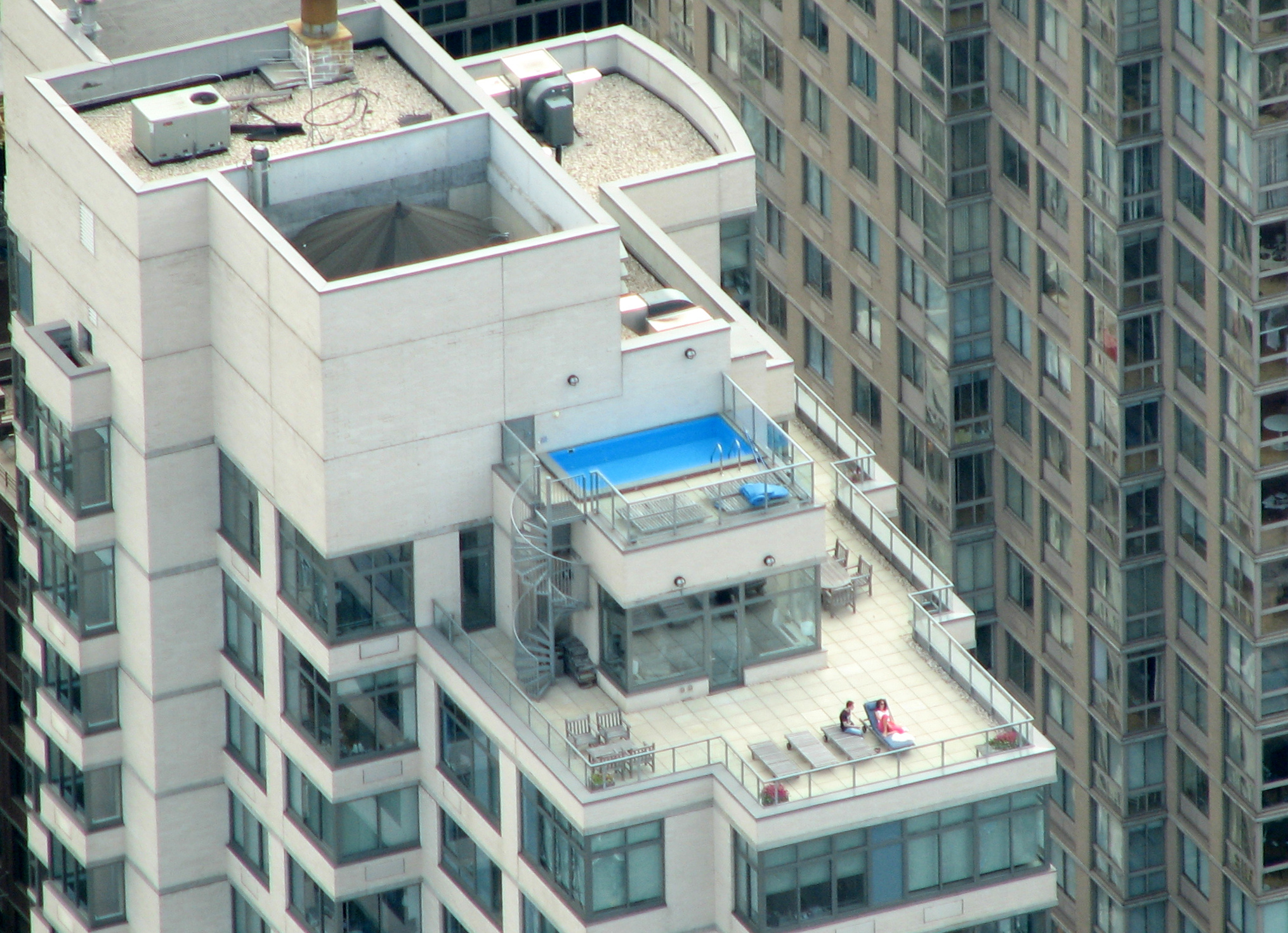
マンハッタンのプール付きペントハウス（エンパイア・ステート・ビルディングの展望デッキから）

最高級の家電器具、家具調度品、フローリングなどの贅沢な設備も、ペントハウスアパートメントの特徴である。
一般的な集合住宅区画にはない特徴には、プライベートエントランス、プライベートエレベーター、高い天井、ドーム天井などがある。同じビルの他の区画が1つの階のみを使用している中で、ペントハウスアパートメントだけが複数階を使用している例も多い。テラス、暖炉、より広いフロアエリア、特大の窓、隠れ家/オフィス用スペース、ジャグジーなどを備えるペントハウスアパートメントもある。ステンレス製器具、みかげ石のカウンタートップ、ブレックファストバーなどを備えた豪華なキッチンがあることも多い。
地上からペントハウスアパートメントへのアクセスには、一般に専用エレベータが用意されている。都市のスカイランの展望を楽しめるペントハウスアパートメントも多い。ドライクリーニングから宅配ディナーに至るデリバリーサービス、ビルスタッフによるレストランやイベントの予約、警備サービスなどの多くのサービスが提供されるのも一般的である。
たとえばニューヨーク市セントラルパークウエスト15にある、ロバート・スターン（Robert A. M. Stern）の20階建集合住宅の最上階ペントハウスには、次のアメニティを備えている。
- 屋上テラス上に設けられているため、ミッドタウンのスカイラインやセントラル・パーク全体を見渡せる。
- 高さ4メートルの天井、可能な限り高く広く作られた窓。
- セクションごとに素材を変えた装飾。エントランスギャラリーは大理石の床、マホガニーのフレームで囲まれた羊皮紙パネル。図書室はブラジリアン・ローズウッド。ダイニングルームはベネチアンスタッコ。マスターベッドルームは溝装飾加工された漆喰。キッチンはジャガーグリーンのラッカー、竹、テクスチャーガラス。暖炉の内部はフランスから輸入された細長い19世紀の煉瓦。
- 屋根に設置された風力計で風力を測定し、風力が強すぎる場合はテラス出口の帆布製天幕を自動で格納。温度・湿度が設定範囲から外れた場合は電子メールで管理者に自動通知。

## 文化的な位置づけ
広々とした展望、ゆとりある居住空間、最上級の設備などを備え、価格も最高ランクになるペントハウス・アパートメントは、しばしば贅沢なライフスタイルの象徴とされる[4]。ボブ・グッチョーネ（Bob Guccione）は、「ライフ・オン・トップ」（"Life on top"）をトレードフレーズに掲げて創刊した男性向け月刊誌に「ペントハウス」と名付けた[5]。

## 下等なペントハウス住居

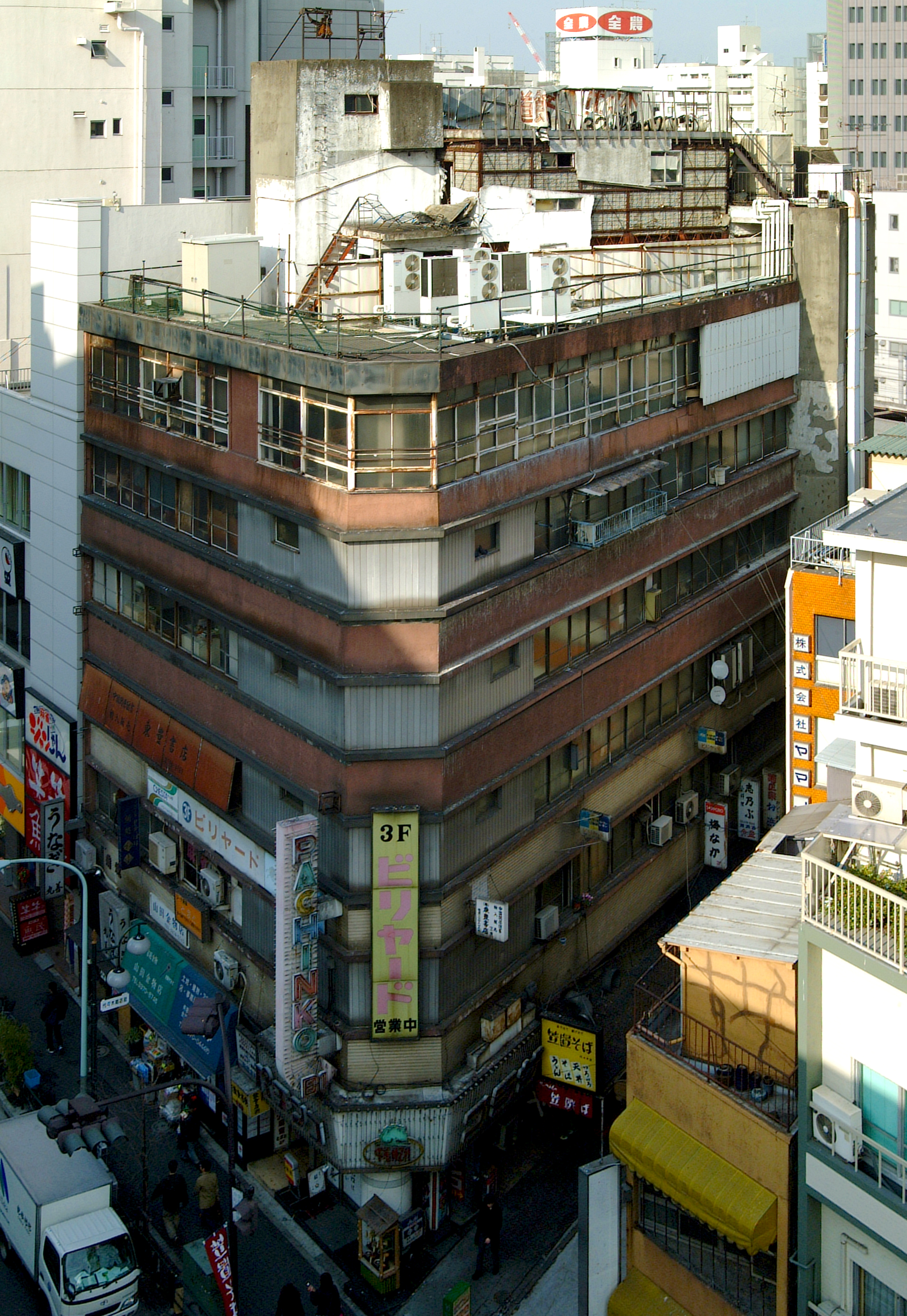
2004年の「エンジェルビル」こと代々木会館の屋上部を望む

構造上、ペントハウスは階下と比べ日射による熱や寒気の影響を受けやすい点で居住性は不利である。こうしたハンデをはね返す高付加価値を持たせたものが上述のペントハウスアパートメントと言えるが、断熱やプール等の設備を奢れば建物上部の重量が増し設計建設コストに跳ね返ることになる。このためペントハウス住居は高級と、屋根裏部屋に類する低付加価値物件に二極化の様相を呈する。
日本では主要国のうち厳しい耐震基準もあり、上等下等どちらの部類のペントハウスもマイナーな存在に留まるが、韓国では社会格差の大きさから、不動産高の首都ソウルを筆頭に、きらびやかなペントハウスアパートメントと、その対極で半地下に次ぐ低質低価住宅の代名詞となっている屋塔房（オクタッパン）や屋根部屋と呼ばれる、三豊百貨店崩壊事故の原因にもなったような粗雑に増築された上層階ないしペントハウスや、エレベータ更新で空いた機械室スペースを居住に転用する等した劣悪な物件とが明確に区別（例としてドラマ『ペントハウス』と『屋根部屋のネコ』等）されている。

### 傷だらけの天使
1974年の日本テレビ系のテレビドラマ『傷だらけの天使』で、代々木会館屋上のペントハウスを使用して撮影された、主人公の木暮修（演：萩原健一）のエンジェルビル屋上の古ぼけたペントハウス住まいの、印象的な趣きはあるが富者には程遠い姿は、下級のペントハウスの好例と言える。
他作品としてはグルメ漫画ブームの走りとなった『美味しんぼ』の主人公、山岡士郎が住んでいたペントハウスと称する雑居ビル屋上のプレハブ建屋が知られる。一方でこのような物件には独身男性を中心に好事家的な需要もあり「山岡さん物件」などとも呼ばれている。